# 玉綬
玉綬（1778年—？），字季維，號丹叔，佟佳氏，滿洲正白旗人，清朝政治人物。

## 生平
嘉慶十三年（1808年）戊辰恩科舉人，十四年（1809年）己巳恩科二甲第四十一名進士。選翰林院庶吉士，散館改工部主事，十八年（1813年）升員外郎，道光七年（1827年）出為雲南臨安府同知，十一年（1831年）升麗江府知府。

## 家族
- 天祖揚果泰。胞兄扈爾漢。“達爾漢侍衛扈爾漢，正白旗人，世居雅爾湖地方，國初隨其父扈喇虎來歸，太祖高皇帝優遇之，養以為子，賜姓覺羅，授為一等大臣，居五大臣之列。……累功加世職至三等子，卒，太祖親臨其喪，哭之。……[其]第八弟揚果泰之子華克善原任頭等侍衛侍衛班領，富赫伸原任佐領，……孫七十五原任刑部尚書，華塔原任藍翎侍衛，華善、雲保、惠會、惠騰額俱原任筆帖式，……曾孫扎爾布現任佐領，佟柱現任遊擊”（載《八旗滿洲氏族通譜》卷19）。
- 曾祖雲保，原任筆帖式。
- 祖父佟柱，遊擊。
- 父通恩，湖南巡抚。母葉赫那拉氏（父鑲紅旗滿洲、湖南巡撫常鈞，胞叔浙江巡抚纳兰常安）。
- 兄玉符，乾隆五十九年甲寅恩科举人、户部员外郎。
- 弟玉輅，嘉庆五年庚申恩科举人、江苏布政使、云南巡抚。
- 胞姊佟佳氏，嫁嘉庆十八年癸酉科举人、甘肅平慶道觉罗桂昌（胞兄嘉慶四年己未科進士、漕运总督觉罗桂芳）[3]。
- 胞姊佟佳氏，嫁镶蓝旗满洲宗室惠章（胞兄嘉慶七年壬戌科進士宗室惠端，其子道光三年癸未科進士宗室海樸）。
- 侄舒文，贵州荔波县知县。
- 妻覺羅氏（父正蓝旗满洲、云贵总督恪勤公覺羅琅玕；胞姊覺羅氏嫁正红旗满洲、刑部侍郎瓜爾佳氏斌良（胞兄大学士文端公桂良，父闽浙总督玉德））。
- 子多文，貴州貴東兵備道。妻鄂卓爾氏（父正黃旗蒙古、四川提督皂陞）。
- 子奎文。
- 女佟佳氏，嫁正黄旗蒙古鄂卓尔氏齐普森泰（父四川提督皂陞）。其子光緒十二年丙戌科進士文恪公榮慶（生母傅氏）。
- 女佟佳氏，嫁正黄旗蒙古、嘉慶二十四年己卯恩科進士勤果公托克托莫特氏明誼。